# Algirdas Martinaitis
Algirdas Martinaitis (* 17. Mai 1950 in Paserbentis) ist ein litauischer Komponist.
Marinaitis besuchte bis 1978 die Kompositionsklasse von Eduardas Balsys an der Litauischen Musik- und Theaterakademie. Von 1987 bis 1990 arbeitete er beim Russischen Dramatischen Theater, von 1995 bis 1998 war er musikalischer Leiter des Litauischen Nationaltheaters. Nach frühen Werken wie Paskutinių sodų muzika, Rojaus paukščia und Cantus ad futurum komponierte er Schauspielmusiken, darunter zu Sirano de Beržerakas (Regie Algimantas Pociūnas, Theater Šiauliai), Life Life (Regie: Juri Popow, Russisches Dramatisches Theater) und Eglutė pas Ivanovus (Regie: Jonas Vaitkus, Russisches Dramatisches Theater). 
1989 wurde er als Komponist mit dem Litauischen Nationalpreis ausgezeichnet. Als Theaterkomponist erhielt er 1997 den Kristoforos-Preis. Beim Wettbewerb des litauischen Komponistenverbandes erhielt er mit Teisingojo žodžio malda den Preis als bester litauischer Komponist elektroakustischer Musik. Martinaitis' Werke wurden u. a. beim Baltic Music Festival 1992 in Stockholm, beim Vale-of-Glamorgan-Festival (1996), dem Festival Probaltica'97 in Polen und den MaerzMusik-Festival in Berlin (2003) aufgeführt.